# Proszenie
Proszenie [pronunciación en polaco: /prɔˈʂɛɲɛ/] es un pueblo  ubicado en el distrito administrativo de Gmina Wolbórz, dentro del Distrito de Piotrków, Voivodato de Łódź, en Polonia central. Se encuentra aproximadamente a 4 kilómetros al suroeste de Wolbórz, a 12 kilómetros al noreste de Piotrków Trybunalski, y a 40 kilómetros al sureste de la capital regional Łódź.
El pueblo tiene una población aproximada de 500 habitantes.